# Idioma limburgués
El limburgués, también llamado como limburgiano o limbúrgico (en limburgués, lèmburgs; en neerlandés, limburgs; en alemán, limburgisch; en francés, limbourgeois) es un grupo de lenguas francas habladas en Limburgo belga, Limburgo neerlandés y Renania del Norte-Westfalia, sobre el área fronteriza entre Bélgica, los Países Bajos y Alemania. El área en que se habla forma un círculo desde Venlo, pasando por Düsseldorf, Aquisgrán, Maastricht, Hasselt y de regreso a Venlo. Es una lengua regional reconocida en los Países Bajos. Es hablado por alrededor de 1,6 millones de personas.
- Datos: Q102172
- Multimedia: Limburgian language / Q102172